# Годзилла и Конг: Новая империя
«Годзи́лла и Конг: Но́вая импе́рия» (англ. Godzilla x Kong: The New Empire) — американский фильм о монстрах режиссёра Адама Вингарда. Сиквел фильма «Годзилла против Конга» (2021), пятый фильм в медиафраншизе «MonsterVerse» компании Legendary Pictures, 38-й фильм франшизы «Годзилла», 13-й фильм франшизы «Кинг-Конг» и пятый фильм о Годзилле, полностью снятый американской киностудией. В фильме снимались Дэн Стивенс, Ребекка Холл, Брайан Тайри Генри, Кэйли Хоттл и Чэнь Фала.
Благодаря кассовому успеху фильма «Годзилла против Конга» во время пандемии COVID-19, в марте 2022 года кинокомпания Legendary объявила о создании сиквела и о том, что съёмки начнутся в конце года. В мае 2022 года стало известно, что Вингард вернётся в качестве режиссёра, а Дэн Стивенс исполнит главную роль. Съёмки начались в июле 2022 года в Голд-Косте и завершились в ноябре того же года.
Премьера фильма состоялась 29 марта 2024 года.

## Сюжет
Спустя годы после победы над Мехагодзиллой Конг основывает свою территорию на недавно открытой Полой Земле. Находясь на поверхности Земли, Годзилла продолжает поддерживать порядок между человечеством и гигантскими монстрами, известными как «Титаны» — побеждая Сциллу в Риме, Италия, и отдыхая после этого в Колизее.
Наблюдательный пост «Монарха», расположенный в Полой Земле, улавливает неопознанный сигнал. На поверхности сигнал вызывает у Дии галлюцинации и флэшбэки, заставляя волноваться её саму и её приёмную мать, доктора Айлин Эндрюс. Также почувствовав сигнал, Годзилла покидает Италию, атакует атомную станцию во Франции, чтобы поглотить радиацию, и отправляется в Арктику; «Монарх» считает, что Годзилла укрепляет себя перед надвигающейся угрозой.
Когда рядом с его домом открывается карстовая воронка, Конг обнаруживает неизведанный регион и племя гигантских обезьян, включая юного Суко. После первоначального противостояния Конг заставляет Суко отвести его в логово племени, и они медленно сближаются в своём путешествии. Тиранический лидер племени, Кинг Скар, сражается с Конгом и ранит его с помощью древнего титана Шимо, обладающего ледяной силой, которым Кинг Скар управляет с помощью кристалла.
Эндрюс и Дия вместе с ветеринаром, специализирующимся на титанах, Трэппером и подкастером Берни Хейзом отправляются в Полую Землю, чтобы найти источник сигнала и обнаружить, что аванпост «Монарха» уничтожен. По мере того, как группа продвигается вперёд, они обнаруживают неизведанную подземную секцию, в которой находятся оставшиеся члены племени Иви, группы людей, которые общаются телепатически друг с другом и от которых происходит Дия. Осматривая некоторые руины, они предполагают, что сигнал был телепатическим сигналом бедствия, посланным Иви.
Наблюдая, как Дия общается с Иви, Эндрюс высказывает Трэпперу свои опасения, что Дия может решить остаться со своим народом. Внутри храма Эндрюс раскрывает пророчество: Кинг Скар стремится завоевать поверхностный мир и развязал войну против вида Годзиллы; однако Годзилла заманивает его и его племя в ловушку глубоко под Полой Землей. В пророчестве также говорится, что Дия станет ключом к пробуждению Мотры. Конг, почувствовав присутствие Дии, находит храм и получает от Трэппера прототип боевой перчатки-протеза для лечения своих ран.
Годзилла побеждает Тиамат в Арктике, чтобы поглотить радиацию из её логова. Надеясь заманить Годзиллу в Полую Землю, чтобы помочь ему в битве, Конг противостоит ему в Каире. Наделённый силой Годзилла одерживает верх, но пробуждённая Мотра вмешивается, чтобы убедить его помочь Конгу. Годзилла, Конг и Мотра сражаются с Кинг Скаром, его племенем и Шимо в Полой Земле. Их борьба переносит титанов в Рио-де-Жанейро, где Шимо начинает вызывать второй ледниковый период по приказу Кинг Скара. Силы равны, пока Суко не уничтожает кристалл, используемый для управления Шимо. Наконец освобождённый Шимо замораживает Кинг Скара, а Конг разбивает вдребезги его замороженное тело.
После этого Годзилла возвращается отдохнуть в Колизей; Мотра восстанавливает защитный барьер дома Иви; Конг вместе с Шимо и Суко возвращается в Полую Землю, где он становится новым лидером племени. Дия рассеивает страхи Эндрюс, решив остаться со своей приёмной матерью.

## Актёрский состав
- Дэн Стивенс — Трэппер
- Ребекка Холл — доктор Айлин Эндрюс
- Брайан Тайри Генри — Берни Хейз
- Кэйли Хоттл[англ.] — Дия
- Чэнь Фала[англ.] — королева Иви
- Алекс Фернс — Михаэль
- Рэйчел Хаус — директор Хамптон

## Производство
О начале работы над проектом стало известно в марте 2019 года, когда продюсер Алекс Гарсия заявил, что Legendary надеется выпустить больше фильмов в рамках медиафраншизы «MonsterVerse», если они станут успешными, рассказав: «Это один кирпичик за раз, каждый кусочек должен быть настолько хорош, насколько это возможно, поэтому сейчас всё внимание сосредоточено на этих фильмах („Годзилла 2: Король монстров“ и „Годзилла против Конга“). Но может ли быть такое? Да, мы на это надеемся, если фильмы получатся действительно хорошими». В феврале 2021 года Вингард прокомментировал будущее «MonsterVerse»: «Я знаю, куда мы потенциально можем двигаться с будущими фильмами». Однако он отметил, что «Мир монстров» был создан «в определённой степени» для того, чтобы привести к «Годзилле против Конга». Он добавил, что «Мир монстров» находится на «перепутье», заявив: «Это действительно тот момент, когда зрители должны сделать шаг вперёд и проголосовать за большее количество подобных вещей. Если этот фильм будет иметь успех, очевидно, они будут продолжаться».
Фильм «Годзилла против Конга» вышел на экраны 24 марта 2021 года и стал кассовым и стриминговым хитом во время пандемии COVID-19. Кассовые сборы составили 470 миллионов долларов по всему миру при точке безубыточности в 330 миллионов долларов; лента также стала одним из самых скачиваемых пиратских фильмов 2021 года. 4 апреля 2021 года генеральный директор кинокомпании Legendary Pictures Джош Грод прокомментировал возможные продолжения: «У нас есть несколько идей для новых фильмов». В тот же день в «Твиттере» появился хэштег #ContinueTheMonsterVerse, который поддержал Джордан Фогт-Робертс (режиссёр фильма «Конг: Остров черепа») и был признан кинокомпанией Legendary. 27 апреля 2021 года издание The Hollywood Reporter сообщило, что кинокомпания Legendary «спокойно предпринимает шаги, чтобы продлить серию ещё на одну или несколько частей», одновременно ведя переговоры с Вингардом о возможном возвращении в качестве режиссёра. Рассматривались различные идеи, одним из возможных названий было «Сын Конга».
В августе 2021 года сценарист Макс Боренштейн заявил, что благодаря успеху «Годзиллы против Конга» «появятся новые, интересные части». В марте 2022 года было объявлено, что съёмки продолжения «Годзиллы против Конга» должны начаться в конце года в австралийском Голд-Косте, и других местах Юго-Восточного Квинсленда. В мае 2022 года стало известно, что Вингард вернётся к режиссуре, а на главную роль был выбран Дэн Стивенс. Ранее Вингард и Стивенс уже работали вместе над фильмом «Гость». 19 мая 2022 года издание Production Weekly сообщило, что рабочее название будущего сиквела — «Истоки». В июне 2022 года было объявлено, что Мэри Парент, Алекс Гарсия, Эрик Маклеод, Томас Тулл и Джон Джашни вернутся в качестве продюсеров.
Съёмки начались в Голд-Косте 29 июля 2022 года.
В августе 2022 года к актёрскому составу присоединились Ребекка Холл, Брайан Тайри Генри, Чэнь Фала, Алекс Фернс и Рейчел Хаус. Терри Россио совместно с Джереми Слейтером и Саймоном Барреттом написал сценарий к фильму.

## Премьера
Выход фильма «Годзилла и Конг: Новая империя» был запланирован 15 марта 2024 года в формате IMAX. В августе 2023 года из-за продолжающихся в Голливуде забастовок гильдий сценаристов и актёров дату релиза сместили на 29 марта 2024 года, а на предыдущую дату (1 марта) анонсировали выход фильма «Дюна: Часть вторая».

## Отзывы и оценки
Оуэн Глейберман в рецензии для Variety нашёл фильм посредственным и сравнил его скорее с фильмом о супергероях. По его мнению, фильм имел несчастье быть выпущенным слишком рано после фильма «Годзилла: Минус один», сравнивая тот фильм с «лирическим величием», а «Годзилла и Конг: Новая империя» скорее с «продуктом», но признал, что фильм доставляет удовольствие битвами монстров, похвалив битву в Риме. Пит Хаммонд в рецензии для Deadline Hollywood сравнил сцены с племенем обезьян с «Планетой обезьян» и отметил, что Годзилла, несмотря на то, что занимает главную роль и неоднократно упоминается в фильме, играет, в основном, роль второго плана. Он отмечает, что персонажи людей — такие же «одномерные карикатуры», которые обычно встречаются в фильмах о монстрах, но признаёт, что у них было «приятное взаимопонимание». Как и Глейберман, Хаммонд также сравнил фильм с «Годзиллой: Минус один», назвав его «гораздо более впечатляющим», чем «Годзилла и Конг: Новая империя», и предложил Legendary нанять команду того фильма.
Дэвид Эрлих, написавший для IndieWire, поставил фильму оценку C, назвав его «бестолковым, неуклюже смонтированным утренним субботним мультфильмом», созданным для того, чтобы «перевозбудить десятилетних детей». Он раскритиковал CGI за скучность и неиспользование потенциала, посчитав, что создателям следовало использовать фильм «Годзилла» (2014) в качестве ориентира, чтобы подчеркнуть серьёзность сцен с монстрами. В более положительной рецензии Амон Уорманн из Empire поставил фильму три звезды из пяти, написав, что «в лучшем случае он представляет собой весёлый кусочек чудовищного хаоса, даже если нам приходится слишком долго ждать, когда главный дуэт вступит в бой вместе». Однако Уорманн отметил, что в фильме Конгу отдаётся большее предпочтение, чем Годзилле, а путешествие к кульминации — «неоднозначным», и почувствовал, что персонажи «неглубокие, но забавные».

## Сиквел
Режиссёр Адам Вингард выразил заинтересованность в создании третьего фильма с участием Годзиллы и Конга, но отметил, что «это зависит от успеха „Годзиллы и Конг: Новая империя“ и как всё сложится». Вингард подчеркнул, что уже обсуждались идеи, куда можно направить франшизу дальше.
10 мая 2024 года компания Legendary объявила, что Дэвид Каллахэм, написавший ранние черновики к фильму «Годзилла» (2014), напишет и сценарий сиквела фильма «Годзилла и Конг: Новая империя». На следующей неделе Legendary объявила, что Вингард не вернётся к режиссуре фильма из-за конфликтов с расписанием, но выразила заинтересованность в возвращении Вингарда в будущем. В июне 2024 года Legendary объявила Гранта Спутора новым режиссёром, а премьера фильма запланирована на 26 марта 2027 года.